# Pakistan Premier League
Die Pakistan Premier League ist die höchste Spielklasse des nationalen Fußballverbands von Pakistan.

## Geschichte
Die Professionalisierung des Fußballs in Pakistan begann 1948 mit der Einführung der "National Football Championship", die als K.o.-Turnier ausgetragen wurde und zugleich die als höchste Spielklasse für Fußballmannschaften in Pakistan fungierte.
Im August 2003 erfolgte die Förderung des Fußballs durch Bau von Trainingszentren in Lahore. 2004 erfolgte die Umstrukturierung des bisherigen Ligasystems durch Einführung der National League Division A Football League und National League Division B Football League.
In der Saison 2006–2007 wurde die  National League Division A Football League in Pakistan Premier League umbenannt und mit 12 Teams eingeführt, die schrittweise bis 16 Teams aufgestockt wurden. Sie löste die National League Division A Football League als höchste Spielklasse ab.

## Aktuelle Saison
An der abgebrochenen Saison 2021/22 nahmen die folgenden Vereine teil.
| Teilnehmer |
| - Pakistan Civil Aviation Authority FC - Huma FC - Karachi United FC - Khan Research Laboratories FC - Lyallpur FC - Muslim FC - Pakistan Air Force FC - Pakistan Army FC - Pakistan Navy FC - Sui Northern Gas Pipelines Limited FC - Sui Southern Gas Company FC - WAPDA F.C. |

## Meisterübersicht
| Saison  | Meister                       |
| ------- | ----------------------------- |
| 2004/05 | WAPDA F.C.                    |
| 2005/06 | Pakistan Army FC              |
| 2006/07 | Pakistan Army FC              |
| 2007/08 | WAPDA F.C.                    |
| 2008/09 | WAPDA F.C.                    |
| 2009/10 | Khan Research Laboratories FC |
| 2010/11 | WAPDA F.C.                    |
| 2011/12 | Khan Research Laboratories FC |
| 2012/13 | Khan Research Laboratories FC |
| 2013/14 | Khan Research Laboratories FC |
| 2014/15 | K-Electric FC                 |
| 2015/16 | keine Austragung              |
| 2016/17 | keine Austragung              |
| 2017/18 | keine Austragung              |
| 2018/19 | Khan Research Laboratories FC |
| 2019/20 | keine Austragung              |
| 2020/21 | keine Austragung              |
| 2021/22 | abgebrochen                   |

## Anzahl der Titel
| Titel | Verein                        | Jahr                         |
| ----- | ----------------------------- | ---------------------------- |
| 5     | Khan Research Laboratories FC | 2010, 2012, 2013, 2014, 2019 |
| 4     | WAPDA F.C.                    | 2005, 2008, 2009, 2011       |
| 2     | Pakistan Army FC              | 2006, 2007                   |
| 1     | K-Electric FC                 | 2015                         |

## Torschützenkönige
| Saison  | Spieler           | Verein                        | Tore             |
| ------- | ----------------- | ----------------------------- | ---------------- |
| 2004–05 | Arif Mehmood      | WAPDA F.C.                    | 20               |
| 2005–06 | Imran Hussain     | Pakistan Army FC              | 21               |
| 2006–07 | Arif Mehmood      | WAPDA F.C.                    | 18               |
| 2007–08 | Arif Mehmood      | WAPDA F.C.                    | 21               |
| 2008–09 | Muhammad Rasool   | Khan Research Laboratories FC | 22               |
| 2009–10 | Arif Mehmood      | WAPDA F.C.                    | 20               |
| 2010–11 | Arif Mehmood      | WAPDA F.C.                    | 21               |
| 2011–12 | Jadid Khan Pathan | Afghan FC Chaman              | 22               |
| 2012–13 | Kaleemullah Khan  | Khan Research Laboratories FC | 35               |
| 2013–14 | Muhammad          | Karachi Port Trust FC         | 27               |
| 2004–15 | Muhammad Rasool   | K-Electric FC                 | 22               |
| 2015–16 | keine Austragung  | keine Austragung              | keine Austragung |
| 2016–17 | keine Austragung  | keine Austragung              | keine Austragung |
| 2017–18 | keine Austragung  | keine Austragung              | keine Austragung |
| 2018–19 | Anser Abbas       | Pakistan Army FC              | 15               |
| 2019/20 | keine Austragung  | keine Austragung              | keine Austragung |
| 2020/21 | keine Austragung  | keine Austragung              | keine Austragung |
| 2021/22 | abgebrochen       | abgebrochen                   | abgebrochen      |